# Seznam dílů seriálu Sestra Hawthornová
Toto je seznam dílů seriálu Sestra Hawthornová.

## Přehled řad
| Řada | Díly | Premiéra v USA  | Premiéra v USA | Premiéra v ČR     | Premiéra v ČR    |
| Řada | Díly | První díl       | Poslední díl   | První díl         | Poslední díl     |
| ---- | ---- | --------------- | -------------- | ----------------- | ---------------- |
| 1    | 10   | 16. června 2009 | 22. srpna 2009 | 25. ledna 2011    | 29. března 2011  |
| 2    | 10   | 22. června 2010 | 24. srpna 2010 | 21. ledna 2012    | 19. února 2012   |
| 3    | 10   | 14. června 2011 | 16. srpna 2011 | 6. listopadu 2012 | 6. prosince 2012 |

## Seznam dílů

### První řada (2009)
| Č. v seriálu | Č. v řadě | Původní název          | Český název | Režie          | Scénář                       | Premiéra v USA    | Premiéra v ČR   |
| ------------ | --------- | ---------------------- | ----------- | -------------- | ---------------------------- | ----------------- | --------------- |
| 1            | 1         | Pilot                  |             | Mikael Salomon | John Masius                  | 16. června 2009   | 25. ledna 2011  |
| 2            | 2         | Healing Time           |             | Arvin Brown    | John Masius                  | 23. června 2009   | 1. února 2011   |
| 3            | 3         | Yielding               |             | Jeff Bleckner  | Sarah Thorp                  | 30. června 2009   | 8. února 2011   |
| 4            | 4         | All the Wrong Places   |             | Andy Wolk      | Glen Mazzara                 | 7. července 2009  | 15. února 2011  |
| 5            | 5         | The Sense of Belonging |             | Mike Robe      | Anna C. Miller               | 14. července 2009 | 22. února 2011  |
| 6            | 6         | Trust Me               |             | Ed Bianchi     | Jeff Rake                    | 21. července 2009 | 1. března 2011  |
| 7            | 7         | Night Moves            |             | Roxann Dawson  | Bill Chais                   | 28. července 2009 | 8. března 2011  |
| 8            | 8         | No Guts, No Glory      |             | Andy Wolk      | Laurie Arent                 | 4. srpna 2009     | 15. března 2011 |
| 9            | 9         | Mother's Day           |             | Jeff Bleckner  | Glen Mazzara                 | 11. srpna 2009    | 22. března 2011 |
| 10           | 10        | Hello and Goodbye      |             | Jeff Bleckner  | Sarah Thorp a Anna C. Miller | 18. srpna 2009    | 29. března 2011 |

### Druhá řada (2010)
| Č. v seriálu | Č. v řadě | Původní název     | Český název | Režie         | Scénář                                                    | Premiéra v USA    | Premiéra v ČR  |
| ------------ | --------- | ----------------- | ----------- | ------------- | --------------------------------------------------------- | ----------------- | -------------- |
| 11           | 1         | No Excuses        |             | Jeff Bleckner | Glen Mazzara                                              | 22. června 2010   | 21. února 2012 |
| 12           | 2         | The Starting Line |             | Ed Bianchi    | John Masius a Erica Shelton                               | 29. června 2010   | 22. ledna 2012 |
| 13           | 3         | Road Narrows      |             | Ed Bianchi    | Sang Kyu Kim                                              | 6. července 2010  | 28. ledna 2012 |
| 14           | 4         | Afterglow         |             | Jeff Bleckner | Darin Goldberg a Shelley Meals                            | 13. července 2010 | 29. ledna 2012 |
| 15           | 5         | The Match         |             | Mike Robe     | Adam E. Fierro a Glen Mazzara                             | 20. července 2010 | 4. února 2012  |
| 16           | 6         | Final Curtain     |             | Tricia Brock  | Sarah Thorp                                               | 27. července 2010 | 5. února 2012  |
| 17           | 7         | Hidden Truths     |             | Jeff Bleckner | Darin Goldberg a Shelley Meals                            | 3. srpna 2010     | 11. února 2012 |
| 18           | 8         | A Mother Knows    |             | Tricia Brock  | Erica Shelton                                             | 10. srpna 2010    | 12. února 2012 |
| 19           | 9         | Picture Perfect   |             | Jeff Bleckner | Adam E. Fierro a Lisa Randolph                            | 17. srpna 2010    | 18. února 2012 |
| 20           | 10        | No Exit           |             | Jeff Bleckner | námět: Adam E. Fierro a Glen Mazzara scénář: Glen Mazzara | 24. srpna 2010    | 19. února 2012 |

### Třetí řada (2011)
| Č. v seriálu | Č. v řadě | Původní název              | Český název | Režie              | Scénář                          | Premiéra v USA    | Premiéra v ČR      |
| ------------ | --------- | -------------------------- | ----------- | ------------------ | ------------------------------- | ----------------- | ------------------ |
| 21           | 1         | For Better or Worse        |             | Peter Werner       | John Tinker                     | 14. června 2011   | 6. listopadu 2012  |
| 22           | 2         | Fight or Flight            |             | Seith Mann         | Sang Kyu Kim                    | 21. června 2011   | 8. listopadu 2012  |
| 23           | 3         | Parental Guidance Required |             | Mike Robe          | Allison Robbins a John Romano   | 28. června 2011   | 13. listopadu 2012 |
| 24           | 4         | A Fair to Remember         |             | Stephen Gyllenhaal | Darin Goldberg a Shelley Meals  | 5. července 2011  | 15. listopadu 2012 |
| 25           | 5         | Let Freedom Sing           |             | Adam Kane          | Sibyl Gardner                   | 12. července 2011 | 20. listopadu 2012 |
| 26           | 6         | Just Between Friends       |             | Rosemary Rodriguez | Allison Robbins a John Romano   | 19. července 2011 | 22. listopadu 2012 |
| 27           | 7         | To Tell the Truth          |             | Tony Goldwyn       | Allison Robbins a Sibyl Gardner | 26. července 2011 | 27. listopadu 2012 |
| 28           | 8         | Price of Admission         |             | Rosemary Rodriguez | John Tinker                     | 2. srpna 2011     | 29. listopadu 2012 |
| 29           | 9         | Signed, Sealed, Delivered  |             | Rosemary Rodriguez | John Romano                     | 9. srpna 2011     | 4. prosince 2012   |
| 30           | 10        | A Shot in the Dark         |             | Michael Schultz    | Darin Goldberg a Shelley Meals  | 16. srpna 2011    | 6. prosince 2012   |